# Tiefenort
Tiefenort est une ancienne commune allemande de l'arrondissement de Wartburg, Land de Thuringe.

## Géographie
Tiefenort se situe sur la Werra, entre la forêt de Thuringe et la Rhön. Son territoire comprend le Krayenberg, le Schöne Aussicht ou le Schau ins Land.
La commune comprend Tiefenort, Dönges, Hämbach, Oberrohn, Unterrohn et Weißendiez.
| Frauensee          | Marksuhl  | Ettenhausen an der Suhl |
|                    | Tiefenort | Moorgrund               |
| Krayenberggemeinde |           | Bad Salzungen Leimbach  |

Tiefenort se trouve sur la Bundesstraße 62 et Dönges sur la Bundesstraße 84.

## Histoire
Tiefenort est mentionné pour la première fois en 1137 sous le nom de Dieffeshart.
Le Krayenburg, château-fort en ruines, appartient à l'origine à l'abbaye d'Hersfeld et est habité et administré par un cousin du comte de Frankenstein (de) qui vit dans la vallée de la Werra. Selon la légende, Marguerite de Sicile, qui avait fui du château de la Wartbourg son mari, le landgrave de Thuringe, passa quelques jours dans la forteresse.
Au cours du premier quart du XVIe siècle, la situation de la population paysanne conduit à la participation à la guerre paysanne de 1525 dans la région de Krayenburg. L'abbaye de Frauensee et d'autres endroits autour de Tiefenort sont attaqués et pillés par les paysans dans la vallée de la Werra. À Pâques 1525, ils se rendent même aux portes de la ville de Salzungen sans pouvoir pénétrer dans la ville.
Les chroniques rapportent les décimations dues à la guerre de Trente Ans et à la peste. La reconstruction de la ville se fait avec la destruction progressive du Krayenburg, de nombreux bâtiments dans le centre historique sont créés à partir des vestiges du château. Tiefenort reste un village rural jusqu'à la fin du XIXe siècle. En 1782, Johann Wolfgang von Goethe visite le village et fait un dessin des ruines du château.

## Personnalités liées à la commune
- Johann Melchior Molter (1696-1765), compositeur
- Heinrich Christian Theodor Reussing (1767-1846), médecin
- Julius Mugler (1872-1933), ingénieur marin
- Edgar Most (1940-2015), haut fonctionnaire est-allemand